# Tweede Kamerverkiezingen in het kiesdistrict Veghel

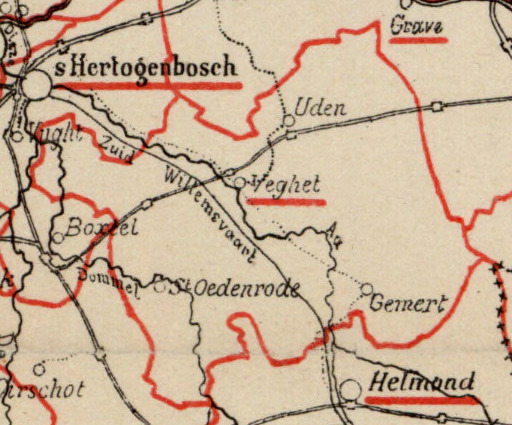
Kiesdistrict Veghel (1888)

Tweede Kamerverkiezingen in het kiesdistrict Veghel geeft een overzicht van verkiezingen voor de Nederlandse Tweede Kamer in het kiesdistrict Veghel in de periode 1888-1918.
Het kiesdistrict Veghel werd ingesteld na de grondwetsherziening van 1887. Tot het kiesdistrict behoorden de volgende gemeenten: Beek en Donk, Boekel, Dinther, Erp, Gemert, Heeswijk, Lieshout, Schijndel, Sint-Michielsgestel, Sint-Oedenrode, Son en Breugel, Uden, Veghel en Zeeland.
Het kiesdistrict Veghel vaardigde in dit tijdvak per zittingsperiode één lid af naar de Tweede Kamer. 
Legenda
- vet: gekozen als lid van de Tweede Kamer.

## 6 maart 1888
De verkiezingen werden gehouden na vervroegde ontbinding van de Tweede Kamer.
|                    | 6 maart |
| ------------------ | ------- |
| Kiesgerechtigden   | 3.365   |
| Opkomst            | 2.143   |
| Geldige stemmen    | 2.138   |
| Blanco stemmen     | 8       |
| Kandidaten         |         |
| B.R.F. van Vlijmen | 1.747   |
| V.F.A.H. de Kuyper | 350     |

## 9 juni 1891
De verkiezingen werden gehouden na ontbinding van de Tweede Kamer.
|                    | 9 juni |
| ------------------ | ------ |
| Kiesgerechtigden   | 3.459  |
| Opkomst            | 1.668  |
| Geldige stemmen    | 1.651  |
| Blanco stemmen     | 18     |
| Kandidaten         |        |
| B.R.F. van Vlijmen | 1.546  |
| V.F.A.H. de Kuyper | 69     |

## 6 december 1892
Bernard van Vlijmen, gekozen bij de verkiezingen van 9 juni 1891, trad op 12 november 1892 af vanwege zijn bevordering in een hogere officiersrang. Om in de ontstane vacature te voorzien werd een tussentijdse verkiezing gehouden.
|                    | 6 december |
| ------------------ | ---------- |
| Kiesgerechtigden   | 3.439      |
| Opkomst            | 1.236      |
| Geldige stemmen    | 1.229      |
| Blanco stemmen     | 6          |
| Kandidaten         |            |
| B.R.F. van Vlijmen | 1.054      |
| J. de la Court     | 158        |

## 10 april 1894
De verkiezingen werden gehouden na vervroegde ontbinding van de Tweede Kamer.
|                    | 10 april |
| ------------------ | -------- |
| Kiesgerechtigden   | 3.402    |
| Opkomst            | 1.283    |
| Geldige stemmen    | 1.276    |
| Blanco stemmen     | 5        |
| Kandidaten         |          |
| B.R.F. van Vlijmen | 1.244    |

## 24 september 1895
Bernard van Vlijmen, gekozen bij de verkiezingen van 10 april 1894, trad op 25 augustus 1895 af vanwege zijn bevordering tot luitenant-kolonel. Om in de ontstane vacature te voorzien werd een tussentijdse verkiezing gehouden.
|                    | 24 september |
| ------------------ | ------------ |
| Kiesgerechtigden   | 3.414        |
| Opkomst            | 852          |
| Geldige stemmen    | 847          |
| Blanco stemmen     | 3            |
| Kandidaten         |              |
| B.R.F. van Vlijmen | 803          |

## 15 juni 1897
De verkiezingen werden gehouden na ontbinding van de Tweede Kamer.
|                    | 15 juni |
| ------------------ | ------- |
| Kiesgerechtigden   | 5.743   |
| Kandidaten         |         |
| B.R.F. van Vlijmen |         |

Van Vlijmen was de enige kandidaat; hij werd zonder nadere stemming gekozen verklaard.

## 13 juni 1899
Bernard van Vlijmen, gekozen bij de verkiezingen van 15 juni 1897, trad op 24 mei 1899 af vanwege zijn bevordering tot kolonel. Om in de ontstane vacature te voorzien werd een tussentijdse verkiezing gehouden.
|                    | 13 juni |
| ------------------ | ------- |
| Kiesgerechtigden   | 5.344   |
| Kandidaten         |         |
| B.R.F. van Vlijmen |         |

Van Vlijmen was de enige kandidaat; hij werd zonder nadere stemming gekozen verklaard.

## 14 juni 1901
De verkiezingen werden gehouden na ontbinding van de Tweede Kamer.
|                    | 14 juni |
| ------------------ | ------- |
| Kiesgerechtigden   | 5.438   |
| Kandidaten         |         |
| B.R.F. van Vlijmen |         |

Van Vlijmen was de enige kandidaat; hij werd zonder nadere stemming gekozen verklaard.

## 16 juni 1905
De verkiezingen werden gehouden na ontbinding van de Tweede Kamer.
|                    | 16 juni |
| ------------------ | ------- |
| Kiesgerechtigden   | 5.787   |
| Kandidaten         |         |
| B.R.F. van Vlijmen |         |

Van Vlijmen was de enige kandidaat; hij werd zonder nadere stemming gekozen verklaard.

## 11 juni 1909
De verkiezingen werden gehouden na ontbinding van de Tweede Kamer.
|                    | 11 juni |
| ------------------ | ------- |
| Kiesgerechtigden   | 6.091   |
| Kandidaten         |         |
| B.R.F. van Vlijmen |         |

Van Vlijmen was de enige kandidaat; hij werd zonder nadere stemming gekozen verklaard.

## 17 juni 1913
De verkiezingen werden gehouden na ontbinding van de Tweede Kamer.
|                    | 17 juni |
| ------------------ | ------- |
| Kiesgerechtigden   | 6.598   |
| Kandidaten         |         |
| B.R.F. van Vlijmen |         |

Van Vlijmen was de enige kandidaat; hij werd zonder nadere stemming gekozen verklaard.

## 15 juni 1917
De verkiezingen werden gehouden na ontbinding van de Tweede Kamer.
|                    | 15 juni |
| ------------------ | ------- |
| Kiesgerechtigden   | 7.033   |
| Kandidaten         |         |
| B.R.F. van Vlijmen |         |

De zeven in de vorige Tweede Kamer vertegenwoordigde partijen hadden afgesproken in elkaars kiesdistricten geen tegenkandidaten te stellen. Van Vlijmen was derhalve de enige kandidaat; hij werd zonder nadere stemming gekozen verklaard.

## Opheffing
De verkiezing van 1917 was de laatste verkiezing voor het kiesdistrict Veghel. In 1918 werd voor verkiezingen voor de Tweede Kamer overgegaan op een systeem van evenredige vertegenwoordiging met kandidatenlijsten van politieke partijen.